# Aleksej Matjavariani
Aleksej Davidovitj Matjavariani (russisk: Алексе́й Дави́дович Мачавариа́ни, tr. Aleksej Davidovitj Matjavariani, georgisk: ალექსი დავითის ძე მაჭავარიანი ; født 23. september 1913 i Gori Russiske Kejserrige , død 30. december 1995 i Tbilisi, Georgien) var en sovjetisk komponist, dirigent, lærer og professor.
Matjavariani studerede komposition på Tbilisi Musikkonservatorium. Han har skrevet 7 symfonier, orkesterværker, violinkoncert, balletmusik, teatermusik, operaer, 6 strygekvartetter, kammermusik, korværker, sange etc.
Matjavariani hører til de ledende moderne komponister i Georgien i det 20. århundrede. Han komponerede i moderne stil.
Han var chefdirigent for Georgian State Symphony Orchestra, og formand for Georgian Composers Union, underviste i komposition på bl.a. Tbilisi Musikonservattorium, og blev senere både professor og rektor på konservatoriet.

## Udvalgte værker
- Symfoni nr. 1 (1947) - for orkester
- Symfoni nr. 2 (1972) - for orkester
- Symfoni nr. 3 (1983) - for orkester
- Symfoni nr. 4 "Ungdom" (1983) - for orkester
- Symfoni nr. 5 "Uschba" (1986) - for orkester
- Symfoni nr. 6 "Amirani" (1987) - for orkester
- Symfoni nr. 7 "Is" (1989) - for kor og orkester
- Othello (1957) - ballet
- Violinkoncert (1949) - for violin og orkester
- "Mor og søn" (1944-1946) - opera
- "Legenden O Liubvi" - scenemusik